# Micrurus potyguara
Micrurus potyguara (потігуарський кораловий аспід) — вид отруйних змій родини аспідових (Elapidae). Ендемік Бразилії. Описаний у 2014 році.

## Поширення і екологія
Потігуарські коралові аспіди мешкають на північно-східному узбережжі Бразилії, в штатах Ріу-Гранді-ду-Норті, Параїба і Пернамбуку. Вони живуть у вологих атлантичних лісах.

## Збереження
МСОП класифікує стан збереження цього виду як близький до загрозливого. Helicops potyguara загрожує знищення природного середовища.